# Containment-Politik

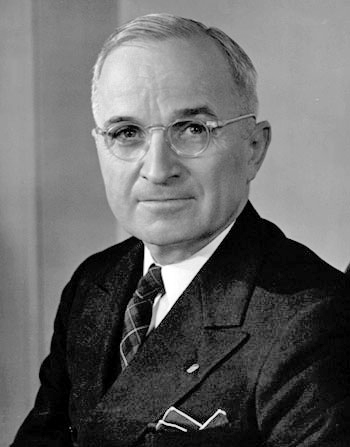
US-Präsident Harry S. Truman (1945)

Die Containment-Politik oder Eindämmungspolitik (englisch containment policy) wurde seit 1947 von den USA gegenüber der UdSSR verfolgt und drückte sich im Kalten Krieg aus. Ziel dieser Politik war es, die Ausbreitung des Kommunismus und Stalinismus zu verhindern bzw. einzudämmen.

## Entstehung
Bereits in der Endphase des Zweiten Weltkriegs kam es zwischen den Westalliierten und der Sowjetunion zu Spannungen über die Entwicklung einer europäischen Friedensordnung. Die USA und Großbritannien verwiesen auf Grundlage völkerrechtlicher Prinzipien auf das Selbstbestimmungsrecht der Völker. Die kommunistische Sowjetunion war hingegen bestrebt, eine Einflusssphäre sozialistischer Satellitenstaaten zu schaffen. So kam es beispielsweise zur Errichtung sozialistischer bzw. kommunistischer Regimes in den osteuropäischen Staaten Polen (1944), Albanien (1944), Bulgarien (1944), Ungarn (1945), Tschechoslowakei (1948) und Rumänien (1948). Ihnen war de facto die Souveränität zugunsten der Sowjetunion entzogen. Außerdem musste Finnland im Waffenstillstand von Moskau 1944 unter sowjetischem Druck große Gebiete an die Sowjetunion abtreten, seine Beziehungen zum Deutschen Reich abbrechen und 1948 mit der Sowjetunion ein „Freundschafts- und Kooperationsabkommen“ abschließen.
Den Bestrebungen der Sowjetunion auf weitere Expansion setzte Harry S. Truman ein außenpolitisches Konzept entgegen, dem zufolge die USA eine als „anti-imperialistisch“ bezeichnete Politik verfolgten. Um die amerikanische Außenpolitik darauf auszurichten, setzte Außenminister (Secretary of State) George C. Marshall einen außenpolitischen Planungsstab unter George F. Kennan ein, einem ehemaligen Gesandten der US-Botschaft in Moskau. Kennan stellte im Juli 1947 die Containment-Politik „zur Eindämmung des sowjetischen Imperialismus“ in der Zeitschrift Foreign Affairs einem breiteren Publikum vor. In seinem Artikel „The Sources of Soviet Conduct“ (aufgrund der Veröffentlichung unter dem Pseudonym „X“ auch als X-Artikel bezeichnet) wies Kennan auf die inhärenten Schwächen des Sowjetsystems hin und vertrat die Ansicht, wenn die USA sich auf ihre Stärken besinnen und ihre Führungsrolle akzeptieren würden, seien sie in der Lage, den russischen Expansionstendenzen mit hinreichendem Gegendruck zu begegnen.
Die aktive Unterstützung anderer Staaten gegen drohende kommunistische Umsturzversuche hatte zuvor schon der amerikanische Präsident Harry S. Truman in der nach ihm benannten Truman-Doktrin am 12. März 1947 als offizielle Linie der amerikanischen Außenpolitik verkündet.

## Umsetzung
Als wichtiger Bestandteil der Containment-Politik erwies sich der Marshallplan mit dem Ziel, die europäischen Länder zu stärken und somit eine handstreichartige Übernahme Westeuropas durch die Sowjetunion zu verhindern. Gleichzeitig wurde mit dem Marshallplan das Ziel einer nachhaltigen Zusammenarbeit zwischen den europäischen Staaten verfolgt. Auch das Inkrafttreten des Nordatlantikpaktes am 24. April 1949 ist als sicherheitspolitischer Bestandteil der Containment-Politik zu sehen. Unter Berufung auf die Truman-Doktrin unterstützten die USA die Royalisten im Griechischen Bürgerkrieg, Südkorea im Krieg gegen den kommunistischen Norden und Frankreich im Indochinakrieg.
Die Containment-Politik wurde nicht nur in Verbindung mit Europa praktiziert. Gezielte Wirtschaftshilfe der USA wurde auch an Entwicklungsländer geleistet, ohne jedoch denselben wirtschaftlich positiven Effekt wie in Europa zu erreichen. Ebenso versagte das Containment im Falle der Republik China: die maßgeblichen Außenpolitiker (George C. Marshall, George F. Kennan und Dean Acheson) sowie Präsident Truman kamen zur Überzeugung, dass sich die korrupte und reformfeindliche Militärdiktatur Chiang Kai-sheks auch mit amerikanischer Hilfe nicht mehr gegen die kommunistischen Bürgerkriegsarmeen durchzusetzen vermochte. Das Beispiel China und die US-Außenpolitik in den lateinamerikanischen Ländern zeigt außerdem, dass die USA zur Eindämmung der „kommunistischen Gefahr“ bereit waren, Diktaturen zu unterstützen.
Die Containment-Politik der Ära Truman fand ihre Fortsetzung (und Radikalisierung) in der Ära Eisenhower und der nach diesem benannten Eisenhower-Doktrin. Das eher defensive Prinzip des Containments wurde dabei zu Gunsten der aggressiveren Rollback-Politik modifiziert. Containment erschien zu Beginn der 1950er Jahre nicht mehr als opportunes Mittel zur Bekämpfung der stalinistisch-kommunistischen Expansionspolitik. Tatsächlich kam es aber in der Ära Eisenhower zu einer Art Mischkonzept zwischen Containment und Rollback.

## Containment in der internationalen Politik nach dem Ende des Kalten Krieges
Containment-Politik wurde auch zur Einhegung des Diktators Saddam Hussein angewendet. Sanktionen, deren Wirksamkeit schlussendlich unterschiedlich beurteilt wurden, sollten dem Staat die Aufrüstung verunmöglichen und Flugverbotszonen sollten die Anwendung von Gewaltmitteln im eigenen Land erschweren.
Aufgrund des iranischen Atomprogramms wurde die Islamische Republik Iran mit Sanktionen belegt. Diese sollten dazu dienen, die Islamische Republik vom Bau einer Atombombe abzuhalten. Wolfgang Ischinger erläuterte, dass auch eine solche Strategie immer mit der Gefahr einhergehe, dass rote Linien „ausgetestet“ würden. Anfang 2016 wurden aufgrund von Zusicherungen Irans die Sanktionen gegen das Land aufgehoben.